# サラヤ県
サラヤ県（サラヤけん、フランス語：Département de Saraya）は、セネガルのケドゥグ州の県。(右図の青の領域)
県都はサラヤ。
2013年の人口は約5.1万人。
2008年に新設された。

座標: 北緯12度49分54秒 西経11度45分14秒 / 北緯12.83167度 西経11.75389度